# الکسیس ماتئو
الکسیس ماتئو (به انگلیسی: Alexis Mateo) (زاده ۲۴ ژوئیهٔ ۱۹۷۹ ) زن‌پوش، شخصیت تلویزیونی پورتوریکویی است.